# 甲琥胺
甲琥胺（英語： 或 methsuximide、methosuximide，商品名：Petinutin、Celontin）是一种含氮有机化合物，化学式C12H13NO2，属于丁二酰亚胺衍生物，由輝瑞公司以抗惊厥药研发。